# Magnus Gabriel De la Gardie

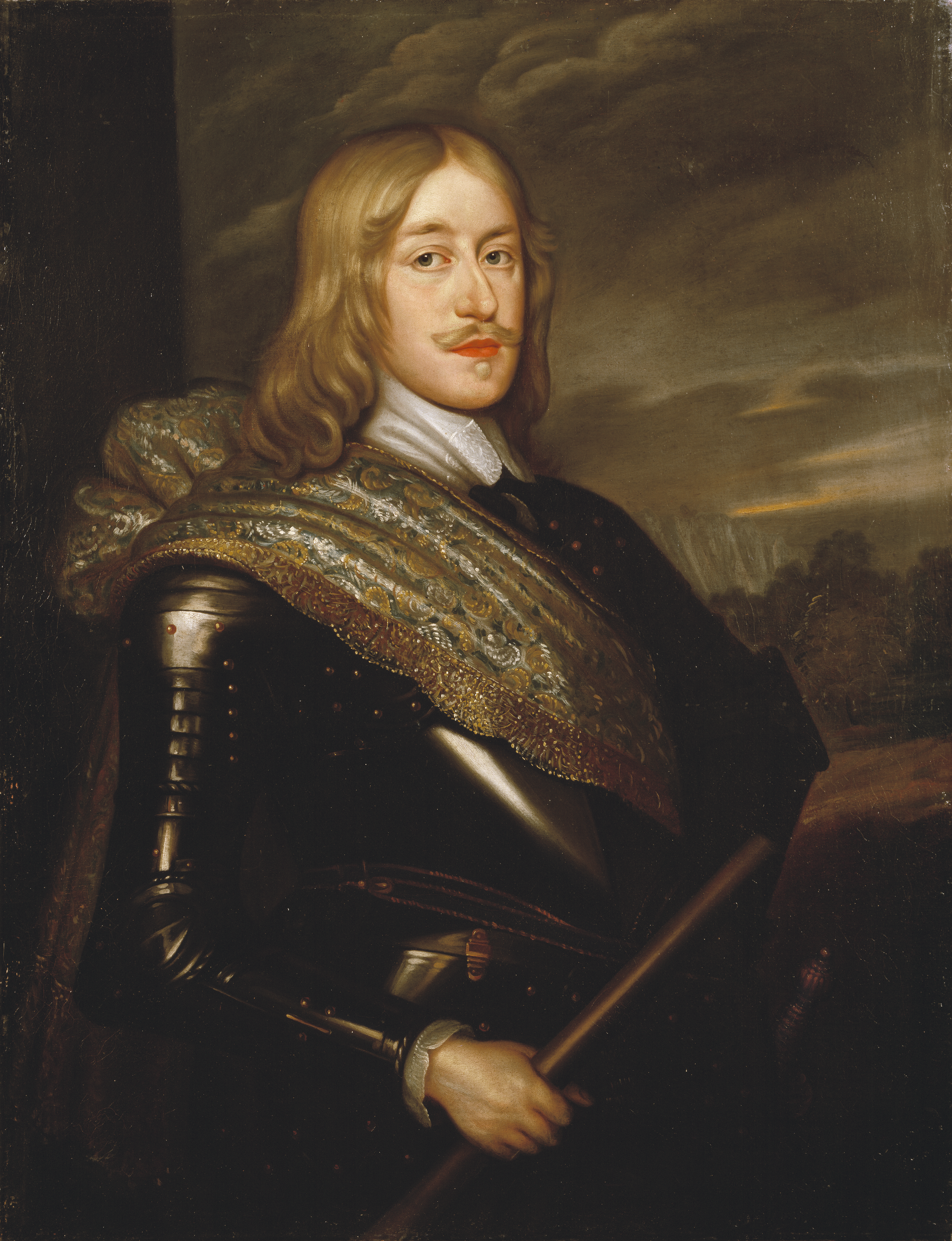
Magnus Gabriel de la Gardie auf einem Porträt von Henrik Münnichhofen.

Magnus Gabriel Graf De la Gardie (* 15. Oktober 1622 in Reval; † 26. April 1686 auf Schloss Venngarn bei Sigtuna) war ein schwedischer Feldherr, Staatsmann, Dichter und Mäzen.

## Leben

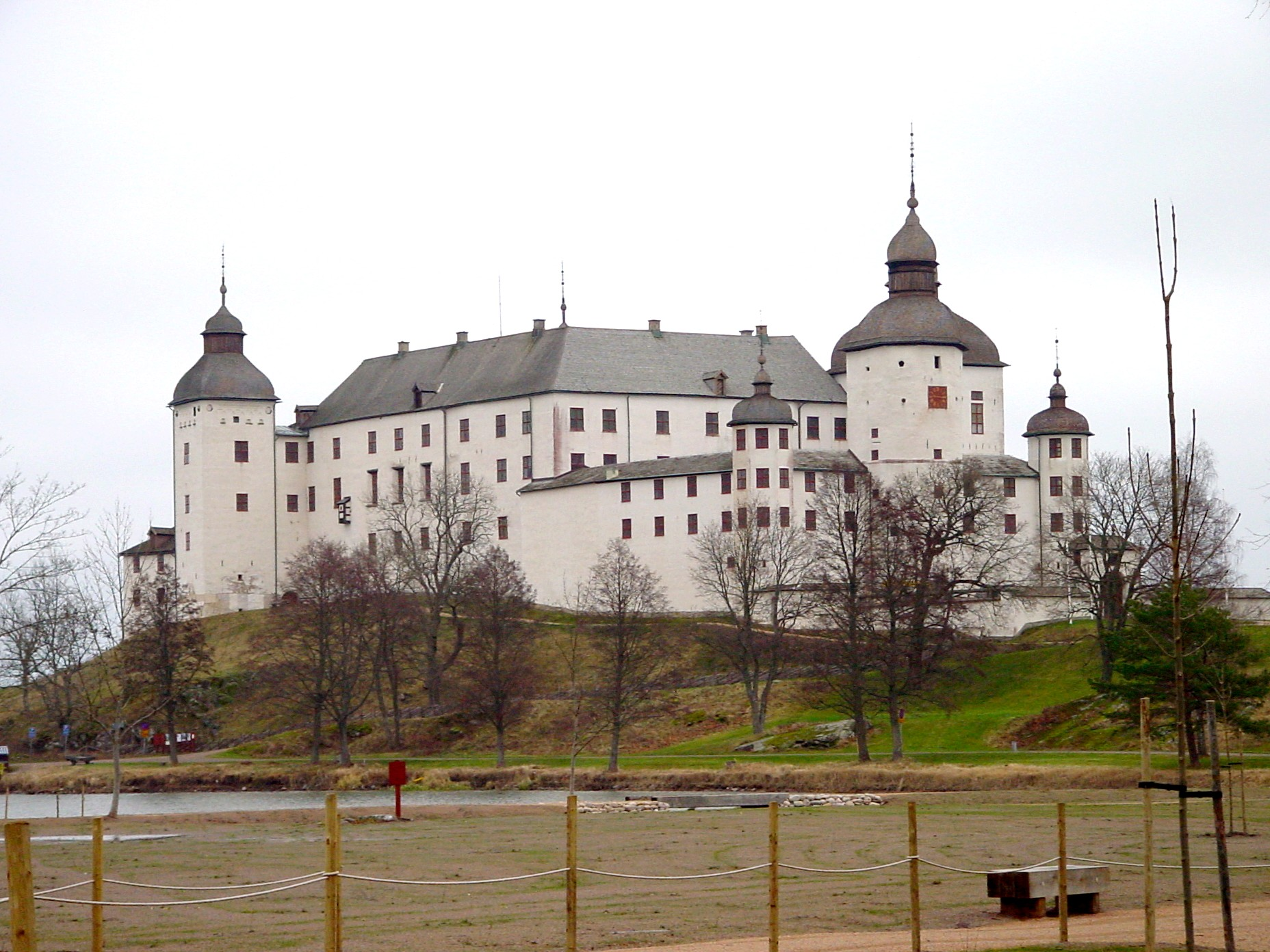
Schloss Läckö

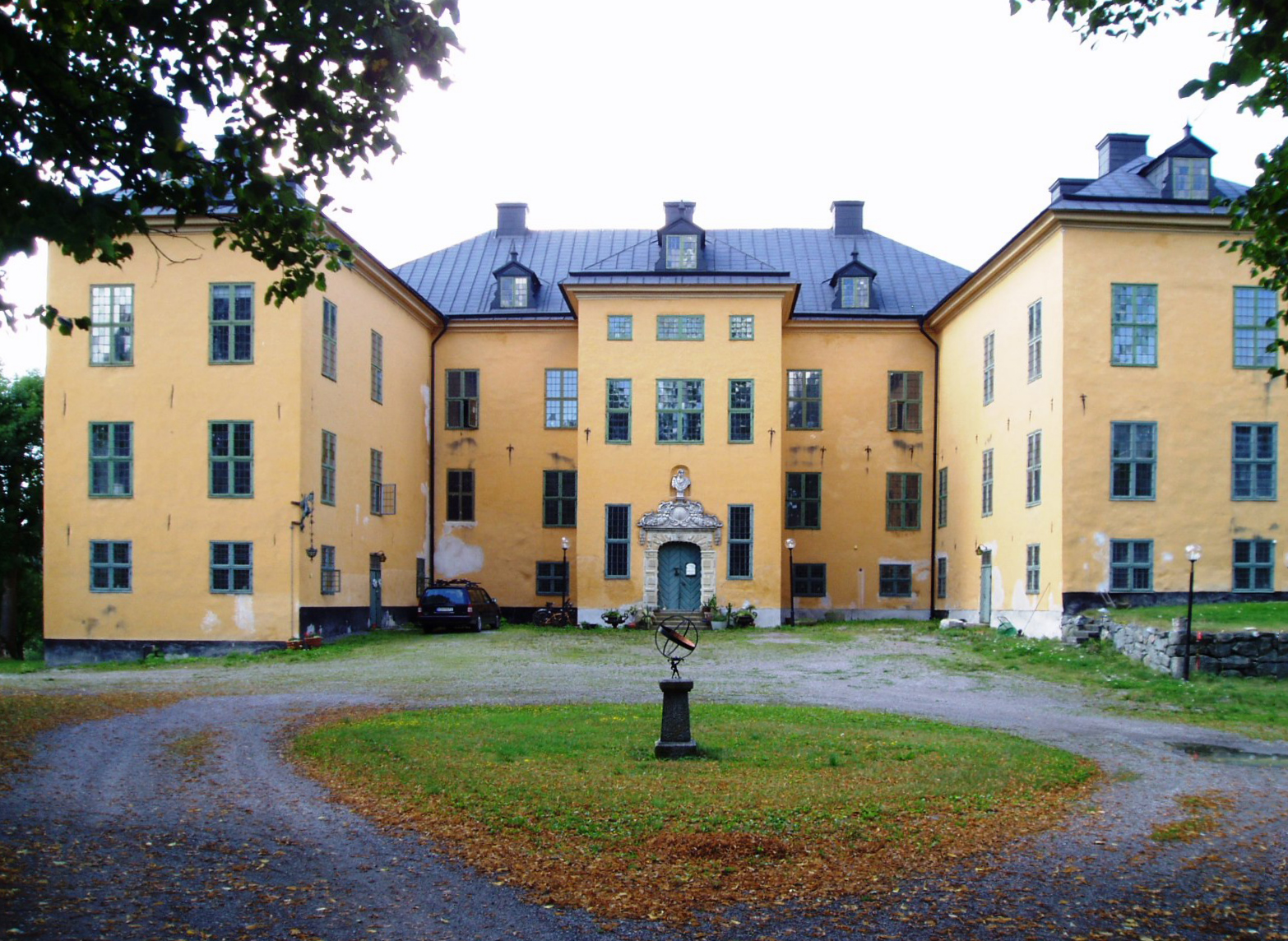
Schloss Venngarn bei Sigtuna

Magnus Gabriel (aus dem ursprünglich languedocschen Geschlecht De la Gardie, das im 16. Jahrhundert in schwedische Dienste getreten war) wurde als ältester Sohn des schwedischen Feldmarschalls Jakob De la Gardie (seit 1621 Generalgouverneur von Livland) und der Ebba Brahe geboren. Er studierte in Uppsala und bildete sich dann auf Reisen weiter aus. Als er nach seiner Rückkehr am Hof der Königin Christine erschien, überhäufte ihn diese mit Auszeichnungen und ernannte ihn 1645 zum Oberst der Leibgarde. Es gab Gerüchte, dass er ihr Liebhaber sei.
1646 ging Gardie als Gesandter nach Frankreich, heiratete nach seiner Rückkehr die Schwester des Prinzen Karl Gustav, Marie Euphrosine von Pfalz-Zweibrücken-Kleeburg, und wurde 1647 Mitglied des Reichsrats, 1648 General, 1649 Generalgouverneur von Schwedisch-Livland, 1651 Reichsmarschall und 1652 Reichsschatzmeister. 1653 fiel er bei der Königin in Ungnade und musste sich kurzzeitig auf sein Schloss Läckö zurückziehen, das er prächtig ausbauen ließ. Als sein Schwager Karl X. Gustav 1654 König wurde, kehrte Gardie in die Reichspolitik zurück und wurde zum Gouverneur von Västergötland ernannt, Ende des Jahres auch zum Kanzler der Universität Uppsala. 1655 wurde er erneut Generalgouverneur von Livland und übernahm den Oberbefehl des schwedischen Heers in Livland im Zweiten Nordischen Krieg, erhielt 1656 das Gouvernement in Semgallen und Litauen und verteidigte Riga gegen die Russen.
Nach des Königs Tod 1660 wurde er Reichskanzler und nahm an der Regentschaft während der Minderjährigkeit Karls XI. teil. In der auswärtigen Politik setzte er sich für die Interessen Frankreichs ein. Auch nach dem Thronantritt Karls XI. 1672 hatte er als Ratgeber großen Einfluss. Erst 1675 begann sein Stern zu sinken. Infolge des Dekrets von 1680, das dem König erlaubte, die unter den vorigen Regenten veräußerten Krongüter wieder einzuziehen, verlor er den größten Teil seiner Besitzungen und behielt nur die Schlösser Venngarn und Höjentorp. Er verlor das Reichskanzleramt und hatte als Reichsdrost (bis 1684) und als Präsident des Svea hovrätt (bis 1682) bloß noch repräsentative Aufgaben.

## Familie

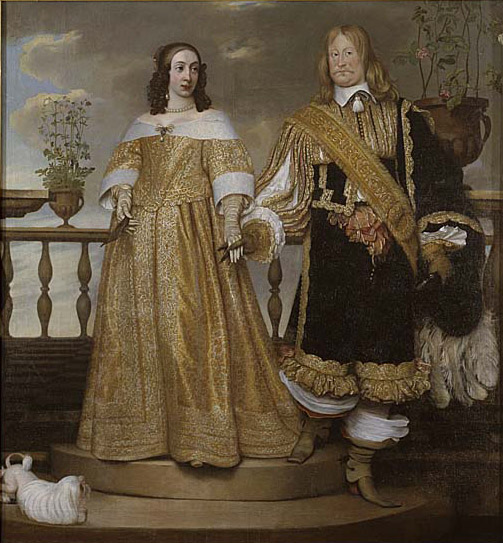
Magnus Gabriel und Marie Euphrosine de la Gardie, Porträt von Hendrik Munnichhoven (1653)

Aus Gardies Ehe mit Marie Euphrosine von Pfalz-Zweibrücken-Kleeburg gingen drei Kinder hervor: Gustaf Adolf (1647–1695), Catharina Charlotta (1654–1697), verheiratet mit Otto Wilhelm von Königsmarck, und Hedvig Ebba (ca. 1659–1700), verheiratet mit Carl Gustaf Eriksson Oxenstierna.

## Kulturelles Wirken
Gardie war pracht- und kunstliebend und wurde als Mäzen bekannt. Zahlreiche eigene Besitzungen, wie Läckö, Venngarn, Schloss Mariedal bei Skara, Schloss Karlberg, Schloss Ulriksdal und den 1825 abgebrannten Makalös Palast in Stockholm, ließ er errichten oder ausbauen, ebenso wie dutzende Kirchen im ganzen Land. In der Abteikirche von Varnhem ließ er ein prächtiges Familienmausoleum errichten, wo er begraben liegt.
1662 ließ Gardie einen Lehrstuhl für „Schwedische Altertümer“ an der Universität Uppsala einrichten, und 1666 veranlasste er die Gründung des antikvitetskollegium, das sich mit der Sicherung und Auswertung von Quellen aus der altnordischen Vorzeit beschäftigte.
Uppsala verdankt ihm – neben zahlreichen weiteren Manuskripten – den so genannten silbernen Kodex des Ulfilas, den die Schweden in Prag erbeutet hatten, der aber für verloren galt, bis Gardie ihn in Flandern wieder auffand, für 600 Gulden kaufte und, nachdem er ihn mit einem silbernen Einband versehen lassen, 1669 der Universitätsbibliothek Uppsala schenkte. Die ehedem auf dem Gute der Familie Gardie, Löberöd in Schonen, aufbewahrte reiche Handschriftensammlung wird heute in der Universitätsbibliothek Lund aufbewahrt.
In seinen letzten Lebensjahren dichtete Gardie mehrere geistliche Lieder, von denen eins noch im jetzigen schwedischen Gesangbuch von 1986 (Nr. 621) abgedruckt ist.

## Weblinks

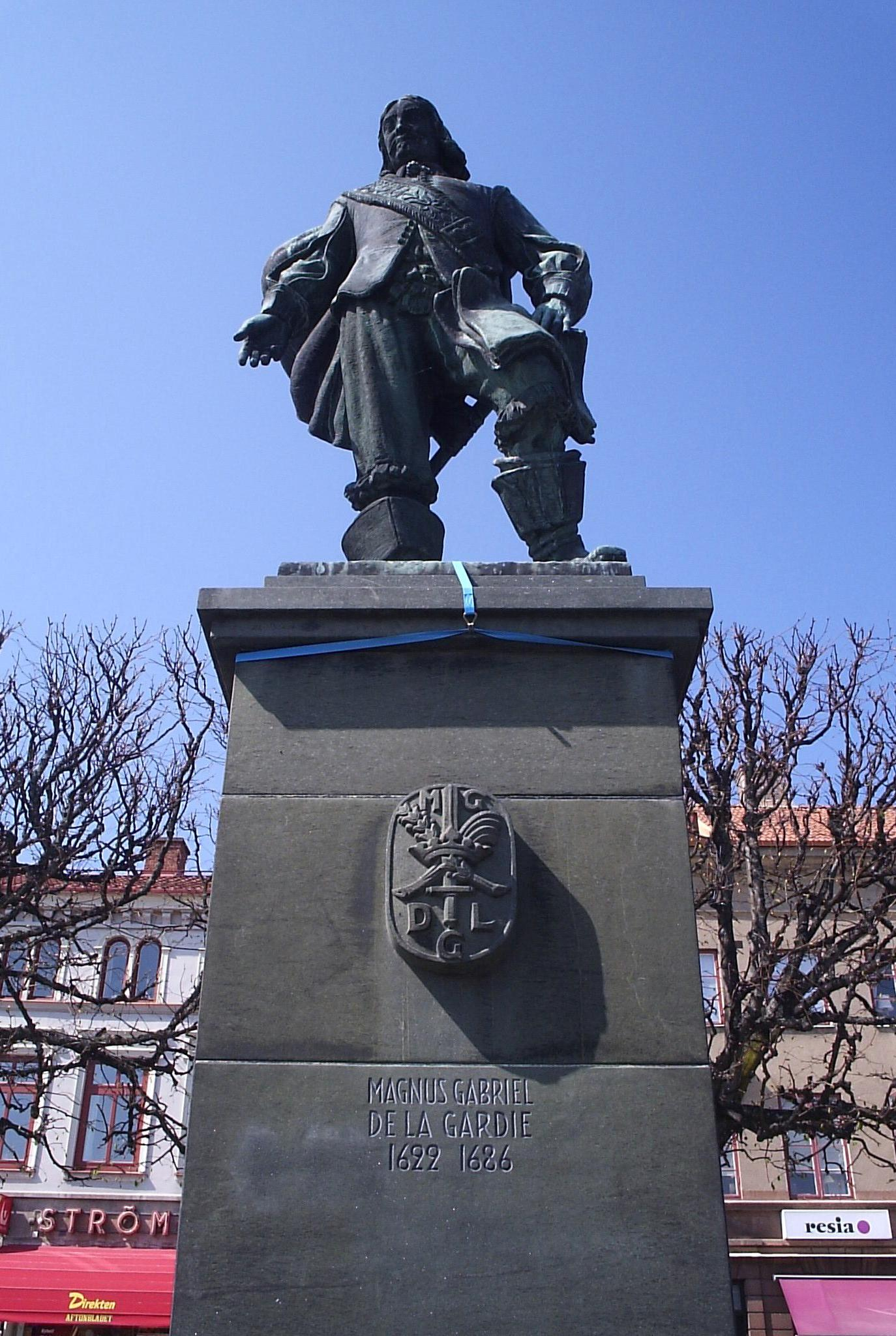
Statue in Lidköping